# José Medina (cineasta)
José Medina (Sorocaba, 14 de abril de 1893 – Sorocaba, 25 de agosto de 1980) foi um artista-comunicador autodidata, pioneiro do cinema mudo brasileiro. Além de uma destacada atuação no cinema, trabalhou também com fotografia, rádio, jornal, desenho, pintura, publicidade e teatro.

## Biografia
Filho de imigrantes espanhóis, desde cedo apresentava habilidades para desenho e foi na adolescência que tomou contato com o cinema enquanto trabalhava como projecionista em Sorocaba. Nesta ocasião, teve a oportunidade de ver a filmagem de uma película encomendada pela fábrica da Votorantim. Em 1912 mudou-se com a família para São Paulo onde seus pais montaram uma banca de frutas no Mercado Municipal da capital paulista.  
Estudou apenas até o quarto ano primário e logo que chegou a São Paulo, matriculou-se no Liceu de Artes e Ofícios. Casou-se com Tosca dal Cendio, filha de imigrantes italianos, com quem teve cinco filhos, porém um deles morreu com poucos meses de idade e outro foi atropelado por um automóvel aos oito anos. 
Junto com seu amigo Archimede Pettri, fundou a firma Medina & Pettri, que ficava na Avenida Anhangabaú, na região central de São Paulo, onde utilizou sua habilidade com desenho e pintura para produzir placas comerciais e anúncios para inúmeras empresas. Já com Carlos Ferreira montou a empresa Medina & Ferreira que fazia representação comercial e, por conta dos negócios, passou parte do ano de 1927 com sua esposa e filhos em Nova Iorque. Nesta ocasião, teve a chance de ter contato mais próximo com a produção de artistas estadunidenses, que acabaram por influenciá-lo. 
Desde 2024 a coleção José Medina está no Museu Paulista da Universidade de São Paulo.

## Cinema
Em 1918 conheceu o cinegrafista italiano Gilberto Rossi, que se tornou seu parceiro profissional ao fundar a Rossi-Film. Teve dentre sua filmografia, “Exemplo Regenerador” (1919), “Quando Deus Castiga” (1919), “Perversidade” (1920), “Do Rio a São Paulo para Casar” (1921), “Carlitinho” (1921), “Gigi” (1925), “Fragmentos da Vida” (1929) e “O Canto da Raça”, seu primeiro filme sonoro, censurado nos tempos da ditadura, em 1942. Quase todas as suas obras cinematográficas foram queimadas em dois incêndios, restando apenas “Exemplo Regenerador” e “Fragmentos da Vida”. Os incêndios foram na Cinemateca e no laboratório da Rossi Film. Medina e Rossi também produziram um cine-jornal entre 1920 e 1930, obtendo a primeira subvenção do cinema paulista.

## Fotografia
A fotografia também foi uma atividade que sempre acompanhou a vida profissional de Medina. Em 1939, ajudou a fundar o Foto-Cine Clube Bandeirantes e atuou como diretor técnico da instituição. Em 1954, produziu o álbum “São Paulo o que foi e o que é”, a convite da comissão do IV Centenário da cidade. Nele são feitas comparações através de imagens antigas, de diferentes autores, além das feitas por ele em 1953, retratando os principais pontos da metrópole. A obra traz imagens, textos em português e inglês, traduzidos pela sua filha, Esperança Medina Perez da Fonseca, sobre cada logradouro registrado e informações censitárias da cidade. 

## Rádio
Medina já acumulava experiência com fotografia, teatro, cinema e pintura, quando, em 1937, iniciou suas atividades em rádio, onde atuou por quase duas décadas. Ocupou vários cargos em rádio, como apresentador, autor, ator, diretor de programa. Também exerceu as funções de produtor, programador, diretor comercial, de recursos humanos e compras. Iniciou sua participação em rádio com a criação do primeiro programa da história brasileira sobre fotografia. Era inicialmente um programa infantil, que incluía incursões fotográficas pela cidade e explicações práticas sobre revelação e ampliação, em um pequeno laboratório na emissora, ocasião em que as crianças podiam trabalhar suas próprias fotos. O sucesso foi grande e Medina passou então a fazer um novo programa diário sobre fotografia, para adultos, chamado  “Instantâneos no Ar”, com a participação de seu filho Fabiano Medina Netto. Neste programa, orientava os ouvintes, discorria sobre as novidades, organizava saídas fotográficas com o público adulto, e promovia concursos.
Medina escreveu, dirigiu e atuou em mais de 250 peças de rádio para diferentes emissoras de rádio paulistanas como Cultura, Cruzeiro do Sul e Bandeirantes. Também fazia a criação de anúncios publicitários, dramatizando situações do dia a dia para melhor vender o produto. Em 1909 Medina fazia parte do grupo de teatro amador “Congresso Gil Vicente”. Isto o preparou para ensaiar os atores amadores que atuariam em seus filmes e peças de rádio.

## Jornal
Medina foi colunista do “Jornal de São Paulo”, que foi publicado na capital nos anos 1946 e 1947. Seus textos falavam sobre o rádio e o mercado publicitário. Além disso, presenteava os leitores com “radiocontos” periódicos. São mais de 100 textos catalogados.
Em 1953 José Medina se filiou ao Sindicato dos Jornalistas Profissionais do Estado de São Paulo. 

## Prêmios e homenagens
Em 1973, recebeu o Grande Prêmio da Crítica, na área de Cinema, da APCA – Associação Paulista de Críticos de Arte, por sua atuação e relevância no cinema brasileiro. Em 1977, o X Festival de Brasília do Cinema Brasileiro prestou homenagem a José Medina. O filme "Fragmentos da Vida" foi projetado durante o festival e foi montada uma exposição sobre a sua produção cinematográfica. Em 1980, meses antes de sua morte, foi feita uma homenagem no Museu da Imagem e do Som – São Paulo, com exibição de dois de seus filmes.

## Filmografia
- 1919 - Exemplo Regenerador
- 1919 - Quando Deus Castiga
- 1921 - Carlitinho
- 1921 - Perversidade
- 1922 - A Culpa dos Outros
- 1922 - Do Rio a São Paulo Para Casar
- 1925 - Gigi
- 1929 - Fragmentos da Vida
- 1943 - O Canto da Raça